# Martha Elisabeth Rogers
Martha Elisabeth Rogers (* 12. Mai 1914 in Dallas, Texas; † 13. März 1994 in Phoenix, Arizona) war eine amerikanische Pflegetheoretikerin, Pflegeforscherin und Professorin für Pflege. Sie entwickelte die Pflegetheorie der Wissenschaft des einheitlichen Menschen, auf dem das zugehörige Pflegeergebnismodell beruht. Ihre theoretischen Arbeiten gelten als einer der Meilensteine der Neuorientierung der amerikanischen Pflegewissenschaft in den 1970er Jahren. Die auch als Energiefeldtheorie bekannte Arbeit Rogers gilt zudem als eine der Grundlagen des Therapeutic Touch.

## Jugend und Grundausbildung
Martha Rogers wurde am 12. Mai 1914 in Dallas als ältestes der vier Kinder des Ehepaares Lucy Mullholland Keener und Bruce Taylor Rogers geboren. Kurz nach ihrer Geburt siedelte die Familie nach Knoxville, Tennessee um, dort erhielt Martha Rogers ihre grundständige Schulbildung. Sie studierte von 1931 bis 1933 an der örtlichen University of Tennessee. Ihr Berufswunsch war zu diesem Zeitpunkt noch nicht ausgeprägt; sie belegte u. a. die Studienfächer Französisch, Zoologie, Genetik, Embryologie, Mathematik und Psychologie und schloss ihr Studium mit dem Associate Degree ab.
Sie entschied sich zu einer Ausbildung als Krankenschwester und absolvierte die Ausbildung am General Hospital in Knoxville. Nach ihrem Abschluss wechselte sie 1936 an das George Peabody College nach Nashville und legte dort ein Jahr später den Bachelor of Science im Fach Public Health Nursing ab. Sie übernahm danach eine Stelle als Gemeindeschwester in Michigan.

## Akademische und berufliche Weiterentwicklung
1940 besuchte Rogers das Teachers College der Columbia University in New York City und wurde anschließend zur stellvertretenden leitenden Unterrichtsschwester der Visiting Nurses of Hartford in Connecticut. Nebenberuflich setzte sie ihre Studien fort und beendete ihr Studium der Erziehungswissenschaften 1945 mit dem Magistergrad. Sie wurde daraufhin als Direktorin des Visiting Nurse Service of Phoenix berufen. 1951 setzte sie ihre Studien an der Johns Hopkins University fort und erwarb 1952 den Magistergrad in Public Health. Ihre Promotion als Doktor der Naturwissenschaften folgte 1954. Noch im selben Jahr wurde sie als Professorin und Direktorin für die Abteilung Pflege an die New York University berufen. Sie wurde 1979 emeritiert, stand der Universität als Professorin emerita bis 1994 zur Verfügung.
Rogers verstarb am 13. März 1994 in Phoenix.

## Forschung und Theorieentwicklung
Nach rund 20 Jahren der Forschung veröffentlichte Rogers 1970 ihr zentrales Werk unter dem Titel A Introduction to the Theoretical Basis of Nursing. In diesem stellt sie vier Prinzipien der Homöodynamiken vor, die als reduktionistischer, mechanistischer und analytischer Ansatz einen Paradigmenwechsel in der Pflegewissenschaft einläuteten. Das anfangs insbesondere durch Mediziner stark kritisierte Werk gilt heute als Auslöser für die Abwendung der Pflege vom medizinischen Modell zu einem pflegewissenschaftlichen Verständnis der Pflege. Ihre ebenfalls vorgestellte Science of unitary human beings beschreibt ihre Pflegetheorie der Wissenschaft vom einheitlichen Menschen, die stark naturwissenschaftlich ausgerichtet und von einem sehr hohen Abstraktionsgrad geprägt ist. Ihrer Auffassung nach ist der Mensch als einheitliches Ganzes zu verstehen, das als offenes System ständig Energie und Materie mit seiner Umwelt austauscht. Der Lebensprozeß des Individuums folgt dabei irreversibel einer Richtung entlang des Zeit-Raum-Kontinuums. Durch seine psychischen Besonderheiten wird der Mensch dabei als denkendes und wahrnehmendes Wesen gekennzeichnet.

## Ehrungen und Auszeichnungen
Rogers erhielt insgesamt acht Ehrendoktorwürden verliehen; ihr wurde auch die ungewöhnliche Ehrung zuteil, dass ein Stern im Großen Bären nach ihr benannt wurde. Die Gesellschaft der Rogerianer-Schulen ist nach ihr benannt.